# Wilde Maus
Wilde Maus é um filme de comédia austríaco de 2017 dirigido e escrito por Josef Hader. Protagonizado por Hader, Denis Moschitto e Nora von Waldstätten, estreou no Festival Internacional de Cinema de Berlim em 11 de fevereiro de 2017 e em seu país de origem seis dias depois, em 17 de fevereiro.

## Elenco
- Nora von Waldstätten - Redakteurin Fitz
- Josef Hader - Georg
- Georg Friedrich - Erich
- Denis Moschitto - Sebastian
- Jörg Hartmann - Waller
- Crina Semciuc - Nicoletta